# Valižanščina
Valižánščina (Cymraeg) spada skupaj z bretonščino, kornijščino in kumbrijščino v britansko vejo otoških keltskih jezikov. Ima okoli 610 tisoč govorcev po svetu, od katerih jih večina živi v Walesu (starinsko Valizija; valižansko Cymru).
Angleško ime za Valižane (Welsh) izhaja iz staroangleške besede Wealas, ki je prvotno pomenila tujci in dalje izvira iz pragermanskega *Walhaz. Ta izraz so germanska ljudstva v antični dobi prevzela od keltskega ljudstva Volcae.
Valižanščine sicer ne smemo zamenjevati z valižanskim narečjem angleščine. 
Valižanščina ima med vsemi keltskimi jeziki morda največje število maternih govorcev. Je uradni jezik v Walesu (Cymru), govori pa ga tudi veliko priseljencev v Chubutski dolini v Patagoniji, tretji največji provinci Argentine. Veliko teh priseljencev se je zaradi naravnih ujm odselilo na sever v Winnipeg, glavno mesto kanadske province Manitoba. Valižanski priseljenci živijo tudi drugod v Angliji, Avstraliji in ZDA.

## Zgodovina
Razvoj sodobnega valižanskega jezika se deli na dve obdobji, zgodnje in pozno. Obdobje zgodnje sodobne valižanščine traja od 14. do 16. stoletja. Začetek pozne sodobne valižanščine nastopi s prevodom Biblije v valižanščino leta 1588. Slednje delo izpod peresa Williama Morgana je imelo pomemben učinek na razvoj standardnega valižanskega jezika, ki se od tedaj ni več bistveno spremenil. 

## Narečja
Kljub vplivu tiska in radia v 20. stoletju so ostale bistvene razlike med narečjih v različnih delih Walesa. Osnovna narečja so: 
- y Wyndodeg na severozahodu
- y Bowyseg na severovzhodu in v osrednjem Walesu
- y Ddyfydeg na jugozahodu
- y Gwenhwyseg na jugovzhodu

## Lastnosti jezika

### Abeceda
| Valižanska črka | Valižanska črka | Ime      |
| Velika črka     | Mala črka       | Ime      |
| A               | a               | a        |
| B               | b               | bi       |
| C               | c               | ec       |
| Ch              | ch              | èch      |
| D               | d               | di       |
| Dd              | dd              | èdd      |
| E               | e               | e        |
| F               | f               | èf       |
| Ff              | ff              | èff      |
| G               | g               | ègg      |
| Ng              | ng              | èng      |
| H               | h               | aets     |
| I               | i               | i        |
| L               | l               | èl       |
| Ll              | ll              | èll      |
| M               | m               | em       |
| N               | n               | èn       |
| O               | o               | o        |
| P               | p               | pi       |
| Ph              | ph              | ffi, yff |
| R               | r               | veèr     |
| Rh              | rh              | rhi      |
| S               | s               | ès       |
| T               | t               | ti       |
| Th              | th              | èth      |
| U               | u               | u        |
| W               | w               | w        |
| Y               | y               | y        |

### Izgovorjava
| Valižanski samoglasnik | Izgovorjava   |
| a                      | [a]           |
| e                      | [ɛ]           |
| i                      | [ɪ]           |
| o                      | [ɔ]           |
| u                      | [ɨ], [ɪ]      |
| w                      | [ʊ]           |
| y                      | [ɨ], [ɪ], [ə] |
| â                      | [ɑː]          |
| ê                      | [eː]          |
| î                      | [iː]          |
| ô                      | [oː]          |
| û                      | [ɨː], [iː]    |
| ŵ                      | [uː]          |
| ŷ                      | [ɨː], [iː]    |
| ae                     | [aːɨ], [ai]   |
| ai                     | [aɪ]          |
| au                     | [aɨ], [ai]    |
| aw                     | [au]          |
| ei                     | [əi]          |
| eu                     | [əɨ], [əi]    |
| ey                     | [əɨ], [əi]    |
| ew                     | [ɛu]          |
| iw                     | [ɪu]          |
| oe                     | [ɔɨ], [ɔi]    |
| oi                     | [ɔi]          |
| ou                     | [ɔɨ, [ɔi]     |
| uw                     | [ɨu], [ɪu]    |
| wy                     | [ʊɨ], [ʊi]    |
| yw                     | [ɨu], [ɪu]    |

| Valižanski soglasnik | Izgovorjava |
| b                    | [b]         |
| c                    | [k]         |
| ch                   | [x]         |
| d                    | [d]         |
| dd                   | [ð]         |
| f                    | [v]         |
| ff                   | [f]         |
| g                    | [g]         |
| ng                   | [ŋ]         |
| h                    | [h]         |
| l                    | [l]         |
| ll                   | [ɬ]         |
| m                    | [m]         |
| n                    | [n]         |
| p                    | [p]         |
| ph                   | [f]         |
| r                    | [r]         |
| rh                   | [˔r]        |
| s                    | [s]         |
| t                    | [t]         |
| th                   | [θ]         |

Opombe:
- Kjer sta navedeni dve izgovorjavi, prvo uporabljajo v severnem, drugo pa v južnem Walesu.
- Dolgi samoglasniki so označeni s strešico.
- Samoglasniki so označeni s krativcem, kjer bi pričakovali dolge, vendar so kratki.
- AU se kot končnica množine izgovarja [a] ali [e].
- SI se izgovarja kot [ʃ], če mu sledi samoglasnik.
- V nekaterih sposojenkah iz angleščine se uporablja tudi črka J [ʤ].

### Vzglasne premene
Vzglasna premena pomeni, da se prva črka besede, če je soglasnik, v določenih okoliščinah spremeni. Če je prva črka besede samoglasnik, vzglasna premena ne nastopa.
V valižanščini poznamo tri vrste vzglasnih premen; mehko, nosno in priporniško. Kjer je polje v tabeli prazno, premena ne nastopa.
| Osnovna oblika | Mehka oblika | Nosna oblika | Priporniška oblika |
| c [k]          | g [g]        | ngh [ŋŋ˔]    | ch [x]             |
| p [p]          | b [b]        | mh [mm˔]     | ph [f]             |
| t [t]          | d [d]        | nh [nn˔]     | th [θ]             |
| g [g]          | izgine       | ng [ŋ]       |                    |
| b [b]          | f [v]        | m [m]        |                    |
| d [d]          | dd [ð]       | n [n]        |                    |
| ll [ɬ]         | l [l]        |              |                    |
| m [m]          | f [v]        |              |                    |
| rh [˔r]        | r [r]        |              |                    |